# Chiesa evangelica riformata in Svizzera

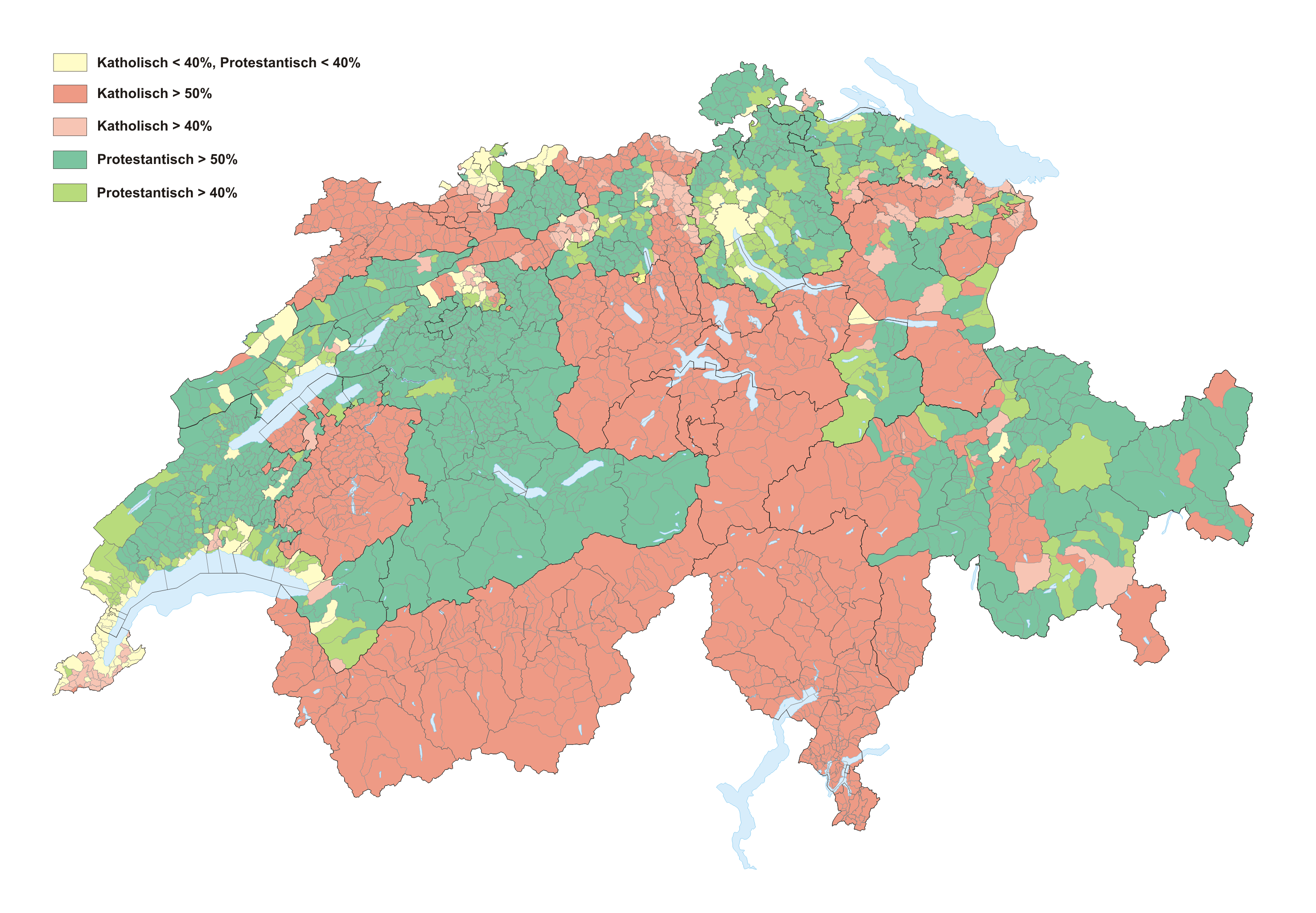
Distribuzione delle principali denominazioni cristiane in Svizzera nel 2008 (verde: protestantesimo, rosso: cattolicesimo).

La Chiesa evangelica riformata in Svizzera (CERiS), in lingua tedesca Evangelisch-reformierte Kirche Schweiz (EKS), in lingua francese Église évangélique réformée de Suisse (EERS), in lingua romancia Baselgia evangelica refurmada da la Svizra (BERS), precedentemente denominata Federazione delle Chiese evangeliche svizzere (FCES) fino al 31 dicembre 2019, è una federazione di 25 Chiese protestanti, di cui 24 sono Chiese cantonali e la restante è la Chiesa evangelica metodista in Svizzera. A parte la Chiesa evangelica metodista, che opera in tutto il territorio della Confederazione, la giurisdizione delle Chiese membri è limitata a livello dei singoli cantoni, con qualche piccola eccezione (Appenzello Interno ed Esterno sono uniti sotto la stessa denominazione, così come Berna, Giura e in parte Soletta).

## Storia
La riforma protestante iniziò molto presto a diffondersi in Svizzera, che nel XVI secolo era costituita da un'alleanza di cantoni de facto indipendenti (la Vecchia Confederazione) e da altri territori in qualche modo legati ad essa. I primi centri ad essere coinvolti già prima del 1530 furono le città germanofone di Zurigo, Berna e Basilea, ad opera rispettivamente di Huldrych Zwingli, Berchtold Haller e Giovanni Ecolampadio, non arrestandosi dopo la morte di Zwingli nel 1531.
Nel decennio successivo la predicazione dei francesi Guillaume Farel e Giovanni Calvino portò le idee protestanti nelle città francofone di Neuchâtel, Ginevra e Losanna. Inizialmente caratterizzate da teologie distinte, i rami facenti capo alla predicazione di Zwingli (guidato da Heinrich Bullinger) e a quella di Calvino giunsero nel 1549 ad un accordo noto come Consensus Tigurinus ("Consenso di Zurigo"), a cui ebbe seguito nel 1566 la Confessio Helvetica posterior (nota anche come "Seconda confessione elvetica"). Con il passare del tempo Ginevra e Zurigo si attestarono come i principali bastioni del protestantesimo per i cantoni, rispettivamente, francofoni e germanofoni. Nacquero così, nei territori che avevano aderito alla Riforma, le chiese cantonali, che avevano il ruolo di Chiesa di Stato e che erano sotto il controllo diretto dei cantoni. Esisteva già allora una forma una coordinamento fra tali chiese, in quanto i loro rappresentanti si riunivano nella Dieta Federale evangelica.
La situazione iniziò a cambiare nel XIX secolo, sia a causa delle conseguenze dell'Illuminismo, che fra le altre cose rese possibile la pratica della religione protestante nei cantoni tradizionalmente cattolici, sia a causa del mutamento del contesto geopolitico in Svizzera, in seguito alla nascita del moderno stato federale elvetico con la costituzione del 1848. Le chiese iniziano a diventare più autonome dal potere politico, e una prima organizzazione che riuniva le chiese riformate cantonali, in sostituzione della vecchia Dieta, fu la Conferenza svizzera delle Chiese evangeliche, fondata nel 1858. Nel 1920 fu quindi fondata la Federazione delle Chiese evangeliche della Svizzera (FCES), che dal 1922 avrebbe compreso al suo interno anche la Chiesa evangelica metodista. Nel corso degli anni la FCES avrebbe aderito a diverse organizzazioni sovranazionali, fra cui l'Alleanza riformata mondiale (poi Comunione Mondiale delle Chiese Riformate), il Consiglio ecumenico delle Chiese e la Comunione delle Chiese protestanti in Europa, nata in seguito alla Concordia di Leuenberg fra le chiese di stampo calvinista e quelle di stampo luterano in Europa. Fino al 2020 ne faceva parte anche la Chiesa evangelica libera di Ginevra, nata da una scissione della Chiesa cantonale di Ginevra.
Nel corso degli anni 2010 è infine emersa la volontà di trasformare la Federazione in una comunità con legami più stretti fra le singole chiese: dal 1º gennaio 2020 è entrata in vigore la nuova costituzione (approvata nel 2018), e la vecchia Federazione è diventata la Chiesa evangelica riformata in Svizzera.

## Chiese costituenti
| Giurisdizione                            | Chiesa | Sede       |
| ---------------------------------------- | --- | ---------- |

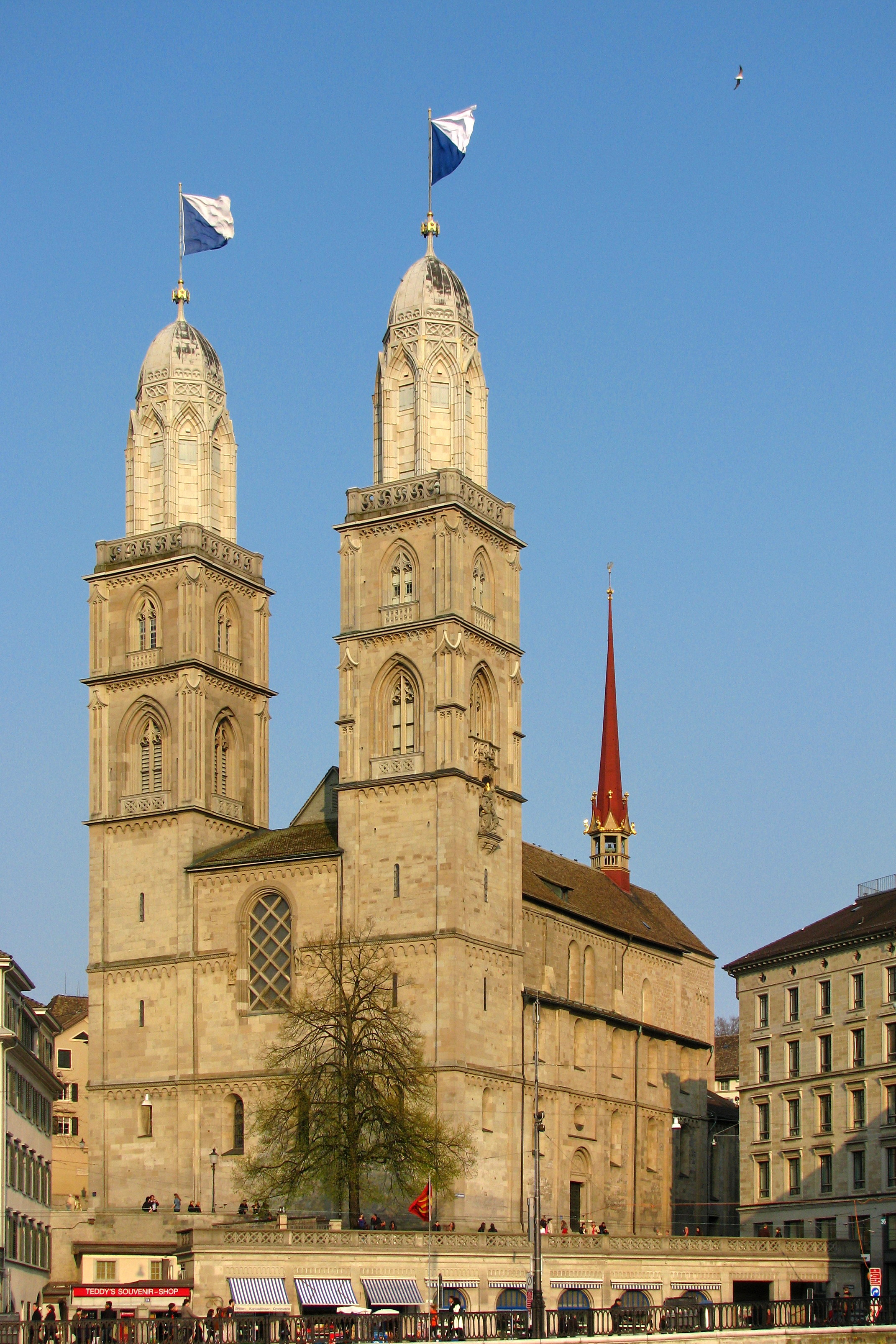
Grossmunster a Zurigo

Cattedrale di Basilea

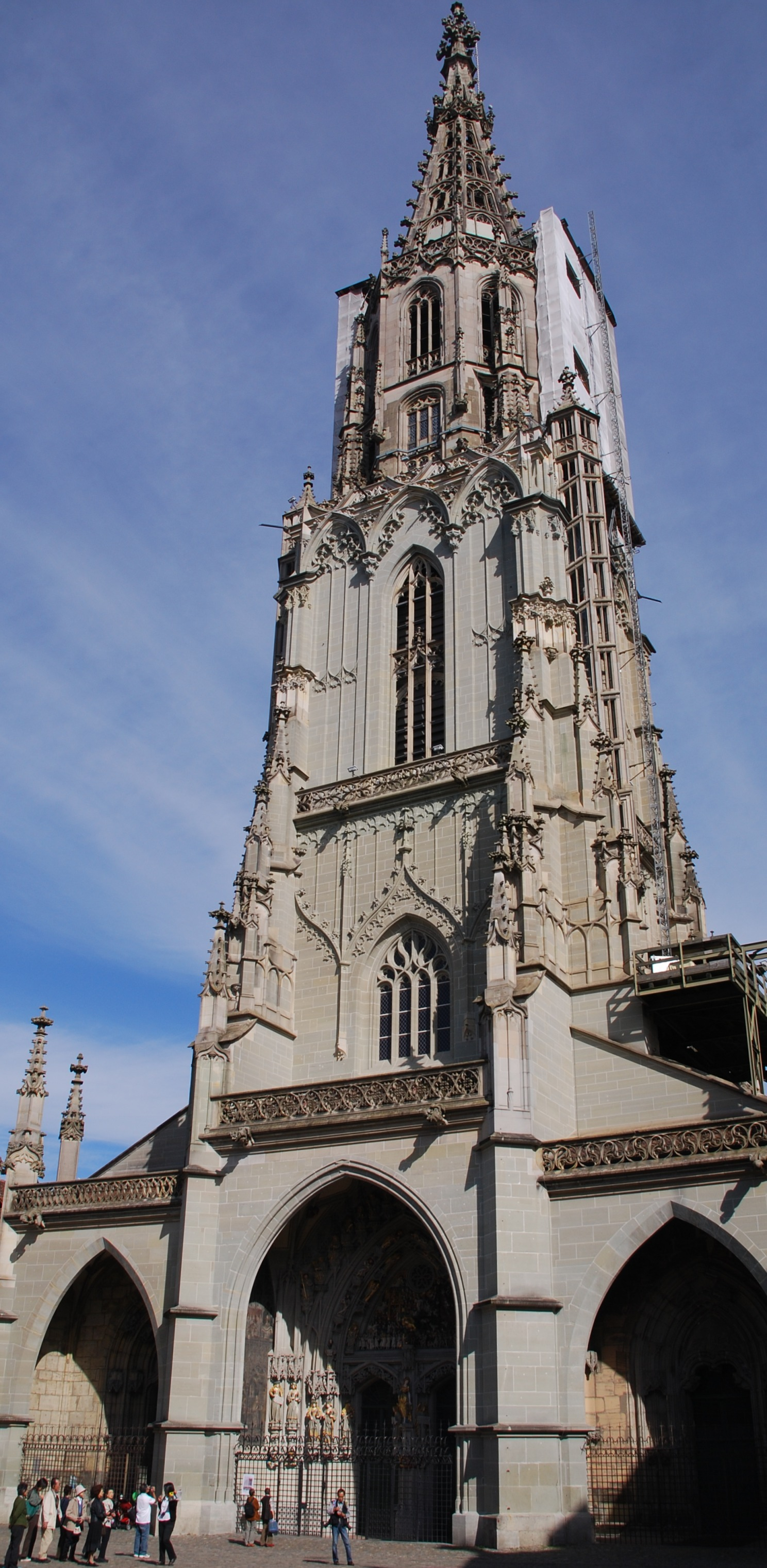
Cattedrale di Berna

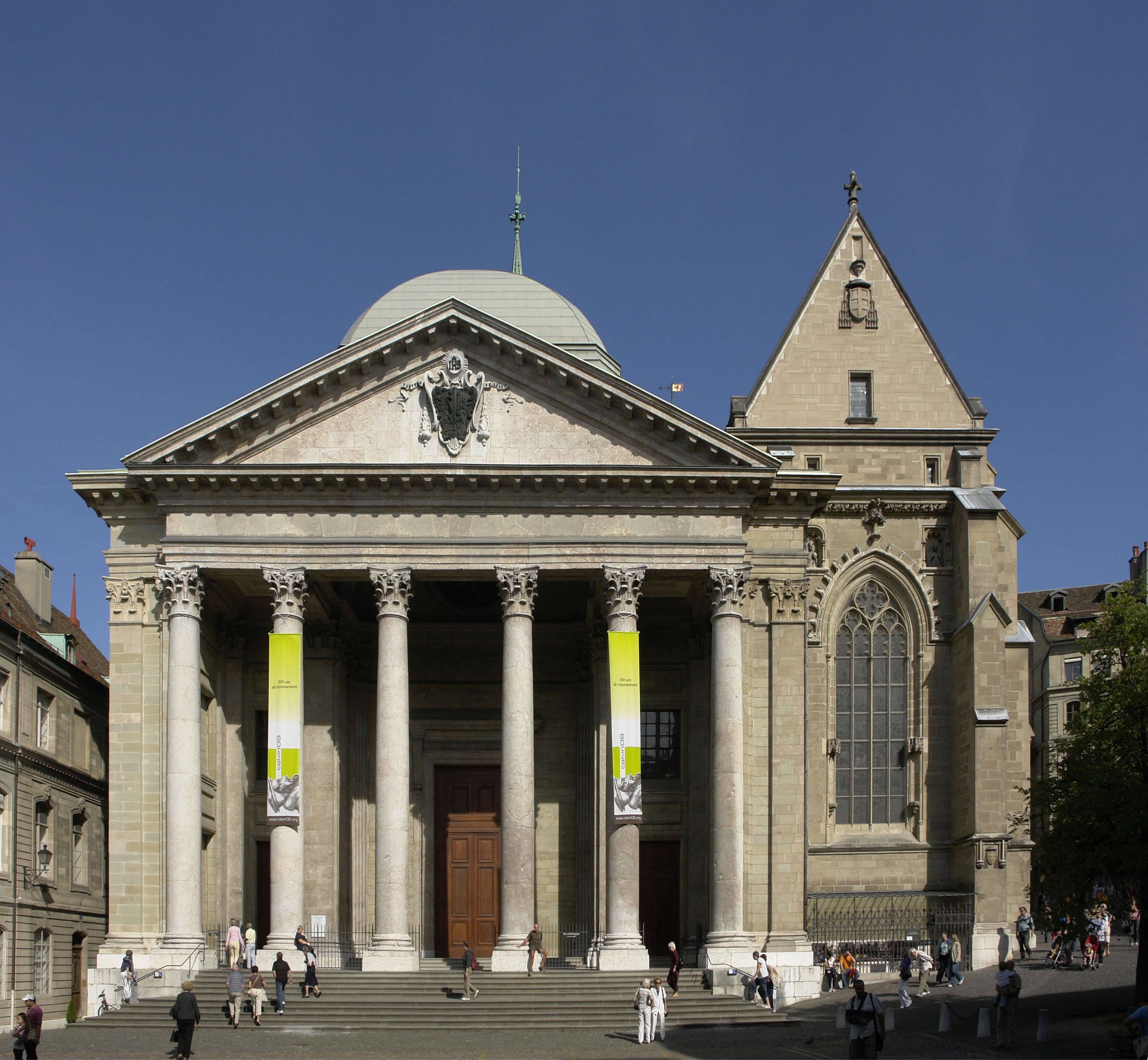
Cattedrale di Ginevra

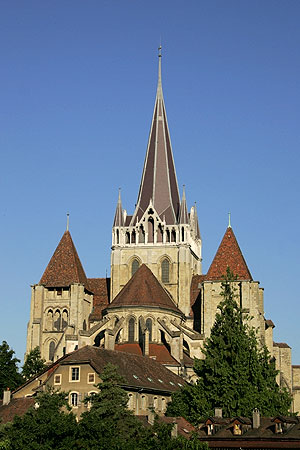
Cattedrale di Losanna

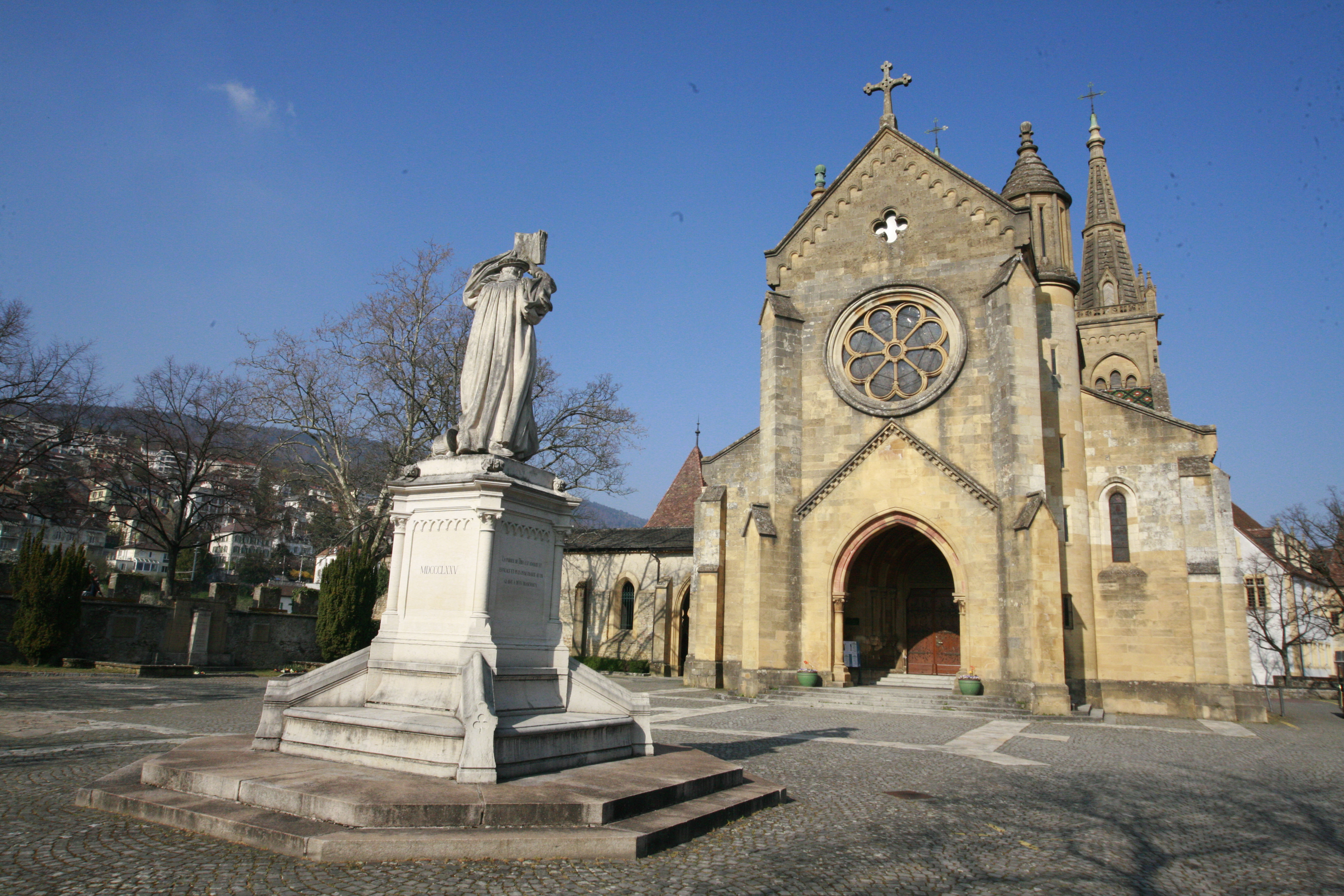
Statua di Guillaume Farel davanti alla Collegiata di Neuchâtel

| Appenzello Esterno ed Appenzello Interno | Chiesa evangelica riformata di entrambi gli Appenzello (Evangelisch-reformierte Landeskirche beider Appenzell)                                            | Trogen     |
| Argovia                                  | Chiesa riformata di Argovia (Reformierte Landeskirche Aargau)                                                                                             | Aarau      |
| Basilea Campagna                         | Chiesa evangelica riformata del Canton Basilea Campagna (Evangelisch-reformierte Kirche des Kantons Basel-Landschaft)                                     | Liestal    |
| Basilea Città                            | Chiesa evangelica riformata di Basilea Città (Evangelisch-reformierte Kirche Basel-Stadt)                                                                 | Basilea    |
| Berna, Giura e parte di Soletta          | Chiese riformate di Berna-Giura-Soletta (Reformierte Kirchen Bern-Jura-Solothurn / Eglises réformées Berne-Jura-Soleure)                                  | Berna      |
| Friburgo                                 | Chiesa evangelica riformata del Canton Friburgo (Evangelisch-reformierte Kirche des Kantons Freiburg / Eglise évangélique réformée du canton de Fribourg) | Murten     |
| Ginevra                                  | Chiesa protestante di Ginevra (Église Protestante de Genève)                                                                                              | Ginevra    |
| Glarona                                  | Chiesa evangelica riformata del Canton Glarona (Evangelisch-reformierte Landeskirche des Kantons Glarus)                                                  | Glarona    |
| Grigioni                                 | Chiesa evangelica riformata Grigionese (Evangelisch-reformierte Landeskirche Graubünden / Baselgia evangelica refurmada dal Grischun)                     | Coira      |
| Lucerna                                  | Chiesa evangelica riformata del Canton Lucerna (Evangelisch-Reformierte Landeskirche des Kantons Luzern)                                                  | Lucerna    |
| Neuchâtel                                | Chiesa riformata evangelica del Canton Neuchâtel (Église réformée évangélique du canton de Neuchâtel)                                                     | Neuchâtel  |
| Nidvaldo                                 | Chiesa evangelica riformata di Nidvaldo (Evangelisch-reformierte Kirche Nidwalden)                                                                        | Stans      |
| Obvaldo                                  | Federazione delle parrocchie evangeliche riformate del Canton Obvaldo (Verband der evangelisch-reformierten Kirchgemeinden des Kantons Obwalden)          | Sarnen     |
| San Gallo                                | Chiesa evangelica riformata del Canton San Gallo (Evangelisch-reformierte Kirche des Kantons St. Gallen)                                                  | San Gallo  |
| Sciaffusa                                | Chiesa evangelica riformata nel Canton Sciaffusa (Evangelisch-reformierte Kirche Kanton Schaffhausen)                                                     | Sciaffusa  |
| Soletta (parte)                          | Chiesa evangelica riformata nel Canton Soletta (Evangelisch-reformierte Kirche im Kanton Solothurn)                                                       | Olten      |
| Svitto                                   | Chiesa evangelica riformata cantonale di Svitto (Evangelisch-reformierte Kantonalkirche Schwyz)                                                           | Küssnacht  |
| Ticino                                   | Chiesa evangelica riformata nel Ticino | Lugano     |
| Turgovia                                 | Chiesa evangelica del Canton Turgovia (Evangelische Landeskirche des Kantons Thurgau)                                                                     | Frauenfeld |
| Uri                                      | Chiesa evangelica riformata di Uri (Evangelisch-reformierte Landeskirche Uri)                                                                             | Altdorf    |
| Vallese                                  | Chiesa evangelica riformata del Vallese (Evangelisch-reformierte Kirche des Wallis / Eglise Réformée Evangélique du Valais)                               | Sion       |
| Vaud                                     | Chiesa evangelica riformata del Canton Vaud (Église Évangélique Réformée du canton de Vaud)                                                               | Losanna    |
| Zugo                                     | Comunità evangelica riformata del Canton Zugo (Evangelisch-reformierte Kirchgemeinde des Kantons Zug)                                                     | Zugo       |
| Zurigo                                   | Chiesa evangelica riformata del Canton Zurigo (Evangelisch-reformierte Landeskirche des Kantons Zürich)                                                   | Zurigo     |
| tutta la Svizzera                        | Chiesa evangelica metodista in Svizzera (Evangelisch-methodistische Kirche in der Schweiz / Église évangélique méthodiste en Suisse)                      | Zurigo     |